# Franz De Backer
Franz De Backer (Aalst, 22 juni 1891 – Ukkel, 23 juni 1961) was een Vlaamse letterkundige, filoloog, dichter, schrijver en hoogleraar. Hij speelde een prominente rol in de Vlaamse literaire en academische wereld in de eerste helft van de 20e eeuw. Zijn werk kenmerkte zich door een focus op Engelse literatuur en zijn bijdragen aan de studie van moderne literaturen.

## Biografie
De Backer volgde de Rijksmiddelbare School in Dendermonde, gevolgd door het Franstalige Koninklijk Atheneum van Chimay. Hierna volgde hij een opleiding aan de Middelbare Rijksnormaalschool in Gent, waar hij op 31 juli 1911 zijn diploma als regent behaalde. Hij begon zijn loopbaan in het rijksonderwijs in Morlanwelz, Virton en in 1913 aan de Rijksnormaalschool te Gent.
Tijdens zijn studies publiceerde hij zelfgeschreven verzen in het studentenblad De Goedendag. In 1911 werkte hij tevens mee aan De Nieuwe Gids. Zijn debuut was in 1913 met Bloeikens, een verzameling vertellingen.
Tijdens de Eerste Wereldoorlog diende De Backer als vrijwilliger in het Belgisch leger. Aanvankelijk was bij brancardier. Hij werd bevorderd tot luitenant en werkte als verbindingsofficier bij het hoofdkwartier van het Britse leger. Hij raakte twee keer gewond en hij ontving in 1917 de onderscheiding ridder in de Kroonorde. Hij leerde tijdens de oorlog de Engelse verpleegster Daisy Duff Field kennen, met wie hij later zou trouwen.
Na de oorlog studeerde hij aan de Vrije Universiteit Brussel, waar hij in 1923 promoveerde tot doctor in de letteren en wijsbegeerte met zijn dissertatie Bernard Shaw as a Dramatist.

### Academische carrière
In 1920 werd De Backer aangesteld als Lieutenant maître de langues aan de Koninklijke Militaire School te Brussel. Vanaf 1925 was hij verbonden aan de Rijksuniversiteit Gent, waar hij J. Lhoneux opvolgde, die net was overleden. De Backer doceerde Engelse taal- en letterkunde en bekleedde verschillende functies, waaronder docent, buitengewoon hoogleraar (1929), en uiteindelijk gewoon hoogleraar (1930). Zijn leeropdracht richtte zich op Engelse literatuur, filologische oefeningen en de geschiedenis van moderne letterkunde.
De Backer bleef tot zijn emeritaat in 1958 actief in het academische leven en bekleedde daarnaast verschillende bestuursfuncties, waaronder voorzitter van Universitas Belgica en lid van de Koninklijke Vlaamse Academie voor Taal- en Letterkunde.

## Literair werk
De Backer was een productieve auteur en dichter. Hij publiceerde diverse werken, variërend van poëzie tot proza en academische studies. Enkele van zijn bekendste publicaties zijn:

#### Poëzie
- Bloeikens (1913)
- Van Wee en Glorie

#### Proza
- Het Dochterken van Rubens (1922)
- De Witte Vijand (1930)
- Longinus (1934)

#### Academische werken
- De Engelsche Letterkunde sinds 1914 (1936)
- Contemporary Flemish Literature: A Brief Survey (1934)

Hij droeg daarnaast bij aan diverse literaire tijdschriften zoals De Vlaamse Gids en Gulden Winckel en was mederedacteur van de Algemene Literatuurgeschiedenis (1949-1953).

### Publicaties in boekvorm
- Bloeikeus (1913)
- Van Wee en Glorie
- Het Dochterken van Rubens (1922)
- De Witte Vijand (1930)
- Longinus (1934)
- Contemporary Flemish Literature: A Brief Survey (1934)
- De Engelsche Letterkunde sinds 1914 (1936)
- De Complete Werken van William Shakespeare in de Vertaling van Dr. L. A. J. Burgersdijk, bewerkt en voorzien van een inleiding (met G. A. Dunok, vijfde druk, Leiden, 1941-1945)

### Bijdragen in tijdschriften en verzamelwerken
1. Poëzie en literaire kritiek
  - De Brief (De Nieuwe Gids, 1911)
  - Een Reisindruk (De Vlaamse Gids, 1911)
  - Begijnhofsproken door Felix Timmermans en Frans Thiry (Gulden Winckel, 1912)
  - Les dieux ont soif door Anatole France (Gulden Winckel, 1912)
  - Emile Verhaeren (Gulden Winckel, 1914)
2. Artikels over Nederlandse en Vlaamse letteren
  - Kroniek der Hollandsche Letteren (De Vlaamse Gids, 1923)
  - Hollandsche Letteren (De Vlaamse Gids, 1924-1932)
  - Een Vlaamsch Klaverblad-van-Vier (De Opbouw, 1931)
3. Engelse literatuur en cultuur
  - Bernard Shaw. Een Inleiding (De Vlaamse Gids, 1926)
  - Het Tooncelwerk van Bernard Shaw (De Vlaamse Gids, 1927)
  - Miles Malleson. Een jonge Engelsche dramaturg (Ontwikkeling, 1928)
  - Gilbert Keith Chesterton, 1847-1936 (Onze Tijd, 1936)
  - H. G. Wells (Onze Tijd, 1936)
  - William Blake. Vier gedichten (De Vlaamse Gids, 1947)
4. Over literatuur en literatuurgeschiedenis
  - Hamlet-Problemen (Handelingen van het 13e Vlaamse Filologencongres, 1936)
  - De Geneesheer in de Tooneelletterkunde (Vlaamsch Geneeskundig Tijdschrift, 1931)
  - De Germaanse Literatuur: Engeland (deel III van de Algemene Literatuurgeschiedenis, 1949)
  - Het Begrip "Tijdperken" in de Literatuurgeschiedenis (Album René Verdeyen, 1943)
5. Herdenkingen en inleidingen
  - In Memoriam Kipling (De Stem, 1936)
  - Vermeylen als Professor en als Wetenschapsmens (Jaarboek van de Koninklijke Vlaamse Academie voor Taal- en Letterkunde, 1945)
  - In Memoriam Prof. Dr. A. Vermeylen (Gentsche Bladen, 1945)
  - Een Bezoek. In Memoriam Lode Zielens (Gedenkboek Lode Zielens, 1946)
6. Vertalingen en kritische notities
  - Russische Methode om Talent te beloonen (vertaling uit het Engels van Bernard Shaw, Nieuw Vlaams Tijdschrift, 1946)
  - Romeo of de Minnaar der Liefde (Album F. Baur, 1948)
  - William Wordsworth en Guido Gezelle (Tijdschrift voor Levende Talen, 1950)

### Bijdragen aan specifieke projecten
- Mede-uitgever van het Verzameld Werk van A. Vermeylen (1952)
- Medewerking aan de Winkler Prins Encyclopedie (1952)

## Erkenningen en lidmaatschappen
De Backer werd tijdens zijn leven meerdere malen geëerd voor zijn bijdragen aan literatuur en wetenschap:
- Lid van de Maatschappij der Nederlandse Letterkunde te Leiden (1932)
- Lid van de Koninklijke Vlaamse Academie voor Taal- en Letterkunde (1939)
- Lid van de Koninklijke Academie van België (1948)Groot-Officier in de Kroonorde (1957)
- Voorzitter van de P.E.N. Club

- Bibsys: 90921843
- Biografisch Portaal: 27992942
- Digitale Bibliotheek voor de Nederlandse Letteren: back004
- Gemeinsame Normdatei: 120300109
- International Standard Name Identifier: 0000 0003 7403 3262
- Library of Congress Control Number: n88017611
- Nederlandse Thesaurus van Auteursnamen: 073719463
- Système universitaire de documentation: 142322075
- Virtual International Authority File: 8214847
- WorldCat: E39PBJkCXkG97D8HmVMQjxwV4q